# Carlo Gaudenzio Madruzzo

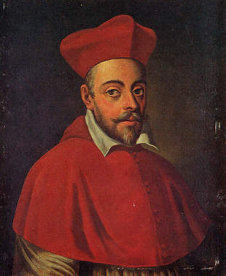
Carlo Gaudenzio Madruzzo

Carlo Gaudenzio Madruzzo (1562 – 14 de agosto de 1629) fue un cardenal católico romano italiano y estadista.

## Biografía
Nacido en el castillo de Issognel, en Valle de Aosta, era hijo del barón Giovanni Federico Madruzzo e Isabelle de Challant, y sobrino del cardenal Ludovico Madruzzo, príncipe-obispo de Trento.
Tras cursar sus estudios en Ivrea, Trento e Ingolstadt, Carlo Gaudenzio se licenció en Derecho por la Universidad de Pavía en 1586. Perfeccionó su formación en Roma con su tío. En 1595 fue nombrado obispo auxiliar de Trento y, a la muerte de Ludovico (1600), obispo titular. El 9 de junio de 1604 recibió también el título de cardenal por el papa Clemente VIII, con el titulus de San Cesáreo en Palatio.
Durante su mandato en la diócesis, Madruzzo luchó contra la herejía y la (a menudo supuesta) presencia de brujería en Trentino, además de hacer cumplir las disposiciones del Concilio de Trento. Como príncipe temporal, también se esforzó por encontrar un equilibrio de poder con la preponderante presencia de los Habsburgos en las cercanías. En 1620 se trasladó a Roma, donde consiguió el título de obispo vicario para su sobrino y asistente Carlo Emanuele.
Murió en Roma en 1629. Fue sucedido por su sobrino.